# 希布爾鎮區 (明尼蘇達州斯威夫特縣)
希布爾鎮區（英語：Shible Township）是位於美國明尼蘇達州斯威夫特縣的一個行政鎮區。

## 歷史
希布爾鎮區於1876年成立，得名自早期定居者阿爾伯特·希布爾（Albert Shible）。

## 地方資料
希布爾鎮區的面積為93.37平方千米，當中陸地面積為91.15平方千米，而水域面積為0.22平方千米。根據2020年美國人口普查的數據，當地共有人口101人，而人口密度為每平方千米1.08人。